# جو کافی
جو کافی (انگلیسی: Joe Coffey؛ زادهٔ ۲۲ مهٔ ۱۹۸۸) کشتی‌گیر کشتی حرفه‌ای اهل بریتانیا است.